# NBIC-конвергенция
НБИК-конвергенция (NBIC-конвергенция) — гипотетическое ядро 6-го технологического уклада, основанное на объединении и синергетическом усилении достижений нано-, био-, информационных и когнитивных технологий. Результатом НБИК-конвергенции будет являться полное слияние этих технологий в единую научно-технологическую область знания.

## Ожидания от НБИК-конвергенции
В настоящий момент плоды НБИК-конвергенции находятся на начальной стадии развития технологий, поэтому основные ожидания от них озвучивают, в большей степени, фантасты и футурологи и в меньшей — учёные.
По мнению футурологов, НБИК-конвергенция позволит создать искусственный интеллект, киборгов, любые материалы с заранее предсказанными свойствами. Появится возможность программирования генов, что выведет генетические модификации на новый уровень и многое другое.